# Enciklopedijski rječnik
Enciklopedijski rječnik, leksikografsko djelo koje objedinjuje jezični i predmetni rječnik (leksikon ili enciklopedija). Katkad se naziv enciklopedijski rječnik rabi kao istoznačnica za leksikon. U enciklopedijskom rječniku, rječnik jezika i enciklopedijski dio dolaze u istom abecednom slijedu (Webster’s New International Dictionary, Dizionario enciclopedico Zanichelli, Hrvatski enciklopedijski rječnik i dr.), ili tvore dva odvojena dijela jednog izdanja (Le Petit Larousse). Objedinjuje dva pristupa jeziku: lingvistički i enciklopedijski pristup. Sistematizacija natuknice teži enciklopedijskoj formi, dok u izboru i opisu građe prevladava lingvistička komponenta. 